# Gilles Klopman
Pour les articles homonymes, voir Klopman.
 (juillet 2022).
Si vous disposez d'ouvrages ou d'articles de référence ou si vous connaissez des sites web de qualité traitant du thème abordé ici, merci de compléter l'article en donnant les références utiles à sa vérifiabilité et en les liant à la section « Notes et références ».
Gilles Klopman (24 février 1933 - 10 janvier 2015) est un chimiste américain

## Biographie
Il étudie la chimie théorique et la chimie organique physique à l’Université de Bruxelles entre 1956 et 1960, puis durant son année post-doctorat en 1965 et 1966 à l’Université du Texas.
Il a été titulaire de la chaire Charles F. Mabery de recherche en chimie, oncologie et sciences de la santé environnementale.
Il a également été nommé directeur du laboratoire de méthodologies d'aide à la décision de l’Université Case Western Reserve à Cleveland, et professeur adjoint en santé environnementale et santé au travail à l’Université de Pittsburgh.